# San Millán de los Caballeros
San Millán de los Caballeros est une commune d'Espagne dans la province de León, communauté autonome de Castille-et-León. Elle s'étend sur 24,69 km2 et comptait environ 190 habitants en 2015.